# Anthiyur
Anthiyur é uma panchayat (vila) no distrito de Erode , no estado indiano de Tamil Nadu.

## Demografia
Segundo o censo de 2001,  Anthiyur  tinha uma população de 19,697 habitantes. Os indivíduos do sexo masculino constituem 51% da população e os do sexo feminino 49%. Anthiyur tem uma taxa de literacia de 71%, superior à média nacional de 59.5%; com 56% para o sexo masculino e 44% para o sexo feminino. 9% da população está abaixo dos 6 anos de idade.